# Сумський будівельний коледж
Сумський будівельний коледж — державний навчальний заклад І рівня акредитації денної форми навчання. Розташований в Сумах на вулиці Петропавлівській, 108. Навчання здійснюється за контрактом та за державним замовленням. За роки існування коледж випустив близько 20 тисяч фахівців.
У коледжі існує три відділення на яких навчається близько 700 студентів. Постійний викладацький колектив налічує близько 50 спеціалістів. Також протягом навчального року залучається до 50 викладачів (докторів, кандидатів наук, доцентів) з вишів ІІІ-IV рівнів акредитації.
Сумський будівельний коледж має 30 спеціалізованих кабінетів і лабораторій, 5 навчально-виробничих майстерень, бібліотеку з двома читальними залами, музей історії коледжу, актовий та 2 спортивні зали, літній відкритий спорткоплекс, їдальню, гуртожиток, медпункт, стоматологічний кабінет.
Спеціальності і спеціалізації:
1. Будівництво та цивільна інженерія:
  - спеціалізація «Будівництво та експлуатація будівель і споруд» (на базі 9 класів термін навчання — 3 роки 10 місяців; на базі 11 класів — 2 роки 10 місяців; на основі освітньо-кваліфікаційного рівня «кваліфікований робітник» — 2 роки);
  - спеціалізація «Опорядження будівель і споруд та будівельний дизайн» (на базі 9 класів термін навчання — 3 роки 10 місяців; на базі 11 класів — 2 роки 10 місяців);
2. Архітектура та містобудування:
  - спеціалізація «Архітектурне проектування та внутрішній інтер'єр» (на базі 9 класів термін навчання — 3 роки 10 місяців; на базі 11 класів — 2 роки 10 місяців);
3. Геодезія та землеустрій:
  - спеціалізація «Землевпорядкування» (на базі 9 класів термін навчання — 3 роки 10 місяців; на базі 11 класів — 2 роки 10 місяців);
4. Облік і оподаткування:
5. спеціалізація «Бухгалтерський облік» (на базі 9 класів термін навчання — 2 роки 10 місяців; на базі 11 класів — 1 рік 10 місяців).

## Видатні випускники
- Єпіфанов Анатолій Олександрович (нар. 12 серпня 1945) — економіст, доктор економічних наук.